# شمعية ضخمة
شمعية ضخمة (الاسم العلمي:Cereus colosseus) هي نوع من النباتات يتبع جنس الشمعية من الفصيلة الصبارية.